# John Hedley Brooke
John Hedley Brooke es un historiador de la ciencia británico.
Brooke fue educado en la Universidad de Cambridge, donde se graduó en Ciencias Naturales (1965) y se doctoró con un trabajo sobre la historia de la química (1969). Durante 30 años fue profesor en la Universidad de Lancaster, y miembro de la Academia Internacional de Historia de la Ciencia desde 1993. En 1995, con el profesor Geoffrey Cantor, pronunció las Gifford Lectures en la Universidad de Glasgow. De 1999 a 2006, fue el primer profesor Andreas Idreos de Ciencia y Religión en la Universidad de Oxford, Director del Centro Ian Ramsey y miembro del Harris Manchester College.
Después de su retiro, fue durante un tiempo un miembro distinguido en el Instituto de Estudios Avanzados de la Universidad de Durham (2007). Ha dado conferencias en todo el mundo sobre ciencia y religión y en noviembre de 2001 fue Conferenciante distinguido en la de la Sociedad de Historia de la Ciencia. De 2000 a 2003 dirigió la Red de la Fundación Europea de la Ciencia sobre Ciencia y Valores Humanos.
Ha sido editor de la Revista Británica de Historia de la Ciencia, presidente de la Sociedad Británica para la Historia de la Ciencia, Presidente de la Sección Histórica de la Asociación Británica para el Avance de la Ciencia, y presidente del Foro de Reino Unido para la Ciencia y Religión. Actualmente es Presidente de la Sociedad Internacional para la Ciencia y la Religión.

## Obras
Entre sus libros se encuentran: Science and Religion: Some Historical Perspectives (Cambridge University Press, 1991), que ganó el premio Watson Davis de la History of Science Society y el premio Templeton para libros sobresalientes sobre ciencia y religión; Thinking About Matter (Ashgate, 1995); y (con Geoffrey Cantor) Reconstructing Nature: The Engagement of Science & Religion (T & T Clark, 1998; Oxford University Press, 2000). También ha contribuido tanto al The Cambridge Companion to Darwin como al The Cambridge Companion to the Origin of Species.
Es coautor también del The Oxford Handbook of Natural Theology. Fue editor de Science and Religion Around the World junto con Ronald L. Numbers.